# Toco Para Vos
Toco Para Vos és un grup musical uruguaià de cúmbia pop format el 2013. La banda es creà el 2013 quan Bautista Mascia, Andrés Urioste i Sebastián Muñoz s'ajunten amb altres companys de l'institut i de l'equip de rugbi i hi incorporen María Deal, cosina segona de Mascia, com a veu principal del grup.
El seu primer tema va ser compost el 2014 per Mascia, «Hasta la luna», tot i que l'èxit els arribà l'any següent amb «Solo necessito», superant les 80 milions de visites a Youtube. Els integrants de Toco Para Vos han reconegut que per crear la seva música tenen com a influència el grup argentí Agapornis i la música brasilera.
El juny de 2016, van llançar el seu primer disc amb el segell Warner Music, titulat #TocoParaVos. Conté 11 temes, alguns de ja coneguts i d'altres de nous, amb col·laboracions d'Álex Ubago, Los Bonnitos i Gustas Mio.

## Discografia
- 2016: #TocoParaVos